# 전북외국어고등학교
전북외국어고등학교(全北外國語高等學校)는 대한민국 전북특별자치도 군산시 소룡동에 있는 공립 외국어고등학교이다.

## 학교 연혁
- 2003년 6월 5일 : 학교 설립계획 전라북도교육위원회 심의ㆍ의결
- 2004년 5월 27일 : 학교신설 조례 의결 공포
- 2005년 3월 3일 : 개교 및 제1회 입학식 (총 3개학과 125명)
- 2009년 5월 1일 : 민들레홀 준공
- 2012년 8월 2일 : 학과 증설(영독일어과, 영프랑스어과)
- 2022년 3월 1일 : 제5대 최진만 교장 부임
- 2024년 2월 8일 : 제17회 졸업식(124명) 총 2,216명
- 2024년 3월 4일 : 제20회 1학년 입학(163명)

## 설치 학과
- 영·중국어과
- 영·프랑스어과
- 영·일본어과
- 영·스페인어과
- 영·독일어과

## 참고 자료
- 전북외국어고등학교 - 한국교육학술정보원 학교알리미